# Out of My League
«Out of My League» —en español: «Fuera de mi liga»— es una canción por la banda estadounidense Fitz and The Tantrums. La canción es el primer sencillo del segundo álbum de estudio de la banda, More Than Just a Dream. «Out of My League» fue lanzado como sencillo el 7 de febrero de 2013. La canción se convirtió en primer número uno del grupo en la lista de Alternative chart, además de hacer historia para completar la subida más lento que la cumbre de la posición, a las 33 semanas.

## Otras versiones
Una versión francesa de la canción, titulada «Out of My League (versión française)», también ha sido puesto en libertad, y se está reproduciendo en la radio canadiense. Esta versión cuenta con la mayoría de los versos cantados en francés, mientras que el coro permanece en Inglés.
En octubre de 2013, DJ Earworm, Capital Cities, y Fitz and The Tantrums lanzaron un mash-up llamado «Kangaroo League», la combinación de «Out of My League» con dos canciones de Capital Cities («Kangaroo Court» y «Safe and Sound»), para promover Capital Cities/Fitz and The Tantrums de la gira «Bright Futures».

## Video musical
El video musical de «Out of My League», que fue dirigido por Jordan Bahat y coreografiado por Candice Love, fue lanzado el 22 de abril de 2013, a través de VH1.com y MTV.com. El vídeo utiliza la cartografía de la cámara Kinect para producir efectos visuales caleidoscópicos de montura metálica, y duplicados.

## Lista de canciones
Todas las canciones escritas y compuestas por Michael Fitzpatrick.

Todas las canciones escritas y compuestas por Michael Fitzpatrick. 
| N.º | Título             | Duración |  |
| 1.  | «Out Of My League» | 3:29     |  |

Remixes

| Remixes |                                   |          |  |
| N.º     | Título                            | Duración |  |
| 1.      | «Josh One Remix»                  | 3:45     |  |
| 2.      | «Peking Duk Remix»                | 3:47     |  |
| 3.      | «Story of the Running Wolf Remix» | 3:24     |  |
| 4.      | «TEPR Remix»                      | 4:39     |  |

## Posicionamiento en listas
| Listas (2013)                                             | Mejor posición |
| --------------------------------------------------------- | -------------- |
| Canadá (Canadian Hot 100)                                 | 65             |
| Estados Unidos Bubbling Under Hot 100 Singles (Billboard) | 1              |
| Estados Unidos Hot Rock Songs (Billboard)                 | 14             |
| Estados Unidos (Alternative Airplay)                      | 1              |
| Estados Unidos (Adult Top 40)                             | 16             |

|

### Posición fin de año
| Listas (2013)                                      | Posición |
| -------------------------------------------------- | -------- |
| Estados Unidos Hot Rock Songs (Billboard)          | 28       |
| Estados Unidos Rock Airplay (Billboard)            | 9        |
| Estados Unidos Adult Alternative Songs (Billboard) | 2        |
| Estados Unidos Alternative Songs (Billboard)       | 6        |

| Listas (2014)                                | Posición |
| -------------------------------------------- | -------- |
| Estados Unidos Hot Rock Songs (Billboard)    | 49       |
| Estados Unidos Rock Airplay (Billboard)      | 33       |
| Estados Unidos Alternative Songs (Billboard) | 36       |

|}